# بوصير متجمع
البوصير المتجمع أو الصوفان (باللاتينية: Verbascum glomeratum) نوع نباتي يتبع جنس البوصير من الفصيلة الغدبية.

## الموئل والانتشار
موطنه بلاد الشام وتركيا واليونان.